# Olle Andersson (travtränare)
Thor Olof (Olle) Inge Andersson, född 21 augusti 1925, död 11 december 2014, var en svensk hästskötare, travkusk och travtränare.

## Karriär
Olle Andersson började sin karriär inom travsporten endast 13 år gammal, och blev först känd som skötare åt bland annat Frances Bulwark och Scotch Fez, som tränades av Sören Nordin. Efter att Andersson åkt till Paris med Scotch Fez i för att delta i Prix d'Amérique, kallades han ibland för Paris-Olle i media.
Andersson startade senare en egen träningsverksamhet, och i början av 1960-talet fick han stora framgångar med hästen Frances Nibs, som var son till Frances Bulwark. Denne slutade bland annat tvåa i både Svenskt Trav-Kriterium och Svenskt Travderby. 1964 blev Frances Nibs Sveriges vinstrikaste travhäst, då denne vunnit bland annat Åby Stora Pris och Walter Lundbergs Memorial med Andersson själv i sulkyn. Året därefter segrade Frances Nibs i bland annat Årjängs Stora Sprinterlopp (då med namnet Årjängs Stora Heatlopp), körd av Berndt Lindstedt.
Andersson såg även alla upplagor av Elitloppet på Solvalla, från premiäråret 1952 till 2014. Han är gravsatt på Sundbybergs begravningsplats.